# 长江经济带
长江经济带（英語：Yangtze River Economic Belt，YEB），是包括长江干流四川、云南、重庆、湖北、湖南、江西、安徽、江苏、上海和长江支流浙江省、贵州省的一个中国经济带。整个经济带跨度为9个省2个直辖市，共计11个省市，发展的战略导向为“共抓大保护、不搞大开发”，走“生态优先、绿色发展”之路。

## 历史
2014年，中共中央總書記习近平在部署2015年中央经济工作时首次提出要建設長江經濟帶。2016年9月《长江经济带規畫綱要》出爐後闡明長江生態環境保護為重點，將以「一軸、兩翼、三極、多點」打造新格局。上海、武漢及重慶是長江沿線的重要交通樞紐城市，將成為「一軸」推動長江經濟由沿海溯江而上的梯度發展。滬瑞和滬蓉南北「兩翼」兩大運輸通道，將有利區域內交通的互聯互通，增強南北兩側腹地重要節點城市人口和產業集聚能力。預計加快以水、陸運為主的跨區域銜接，以加速發展中小城市。

计划在“十四五”规划期间，坚持生态优先、绿色发展和共抓大保护、不搞大开发，协同推动生态环境保护和经济发展，打造人与自然和谐共生的美丽中国样板。持续推进生态环境突出问题整改，推动长江全流域按单元精细化分区管控，实施城镇污水垃圾处理、工业污染治理、农业面源污染治理、船舶污染治理、尾矿库污染治理等工程。深入开展绿色发展示范，推进赤水河流域生态环境保护。实施长江十年禁渔。围绕建设长江大动脉，整体设计综合交通运输体系，疏解三峡枢纽瓶颈制约，加快沿江高铁和货运铁路建设。发挥产业协同联动整体优势，构建绿色产业体系。保护好长江文物和文化遗产。

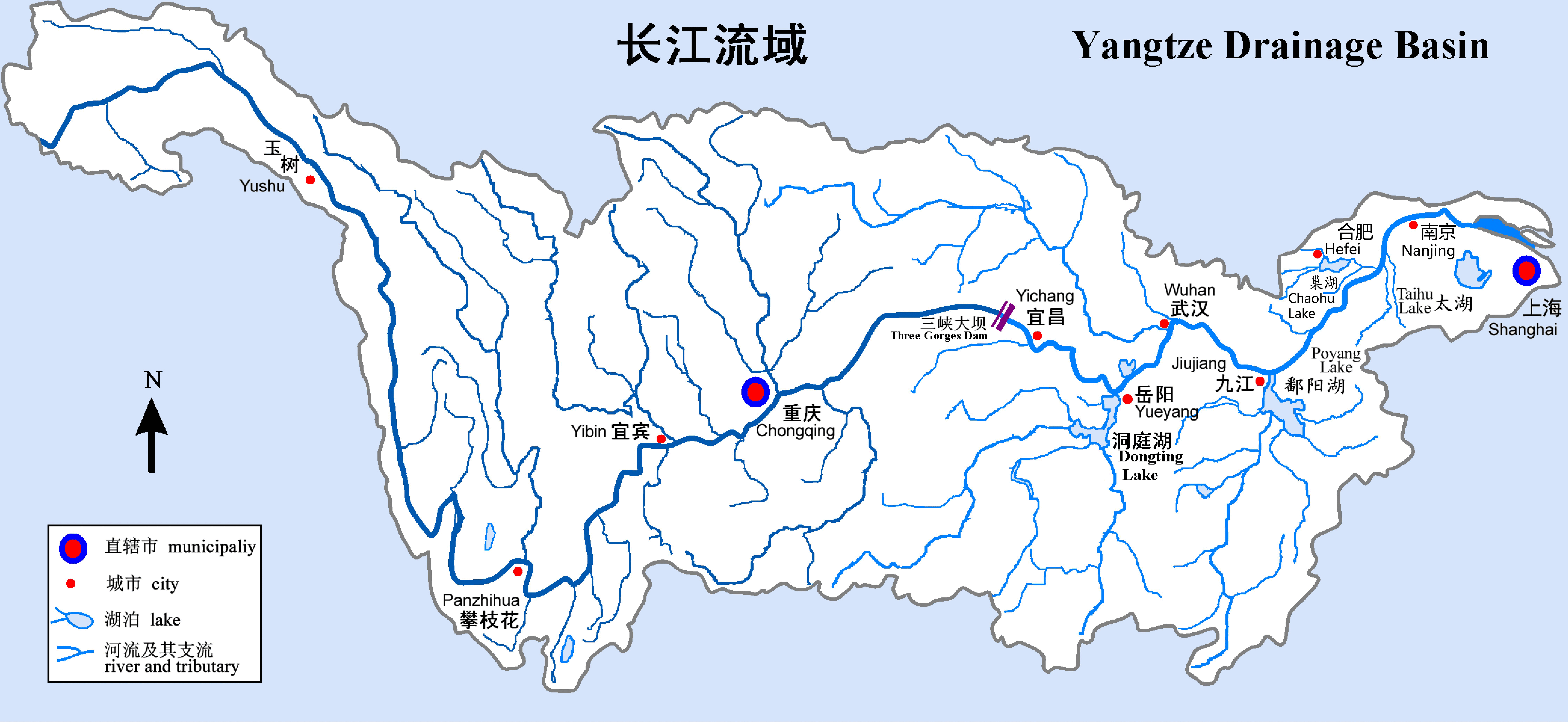
长江水系

## 上游
- 成渝经济区(重庆市、四川省)的中心
- 滇中经济圈
- 黔中经济区

## 中游
- 长江中游城市群，中游以武汉为中心城市，长沙、南昌为副中心城市，涵盖（武汉城市圈、环长株潭城市群、鄱阳湖生态经济区）

## 下游
- 长江三角洲，下游以上海为中心城市，南京、杭州、合肥为副中心城市，涵盖南京都市圈、杭州都市经济圈、合肥都市圈。

## 交通

### 铁路
除了长江航运以外，长江沿岸的城市还通过铁路相互连通。沿江客运铁路通道为沪汉蓉快速客运通道，全长1991公里，全程用时12.2小时。沿江货运铁路通道在武汉以东由京沪铁路沪宁段、宁铜铁路、铜九铁路、武九铁路构成，在武汉以西由汉丹铁路、襄渝铁路、达成铁路构成北通道，长荆铁路、焦柳铁路荆门-宜昌段、鸦宜铁路、宜万铁路、达万铁路构成南通道。
由于现有的沪汉蓉快速客运通道技术标准不高，沪渝间的旅行时间长，难以满足长江经济带间的客运需求，现有的客车又占用了货车的运力，导致货运需求也难以满足，于是在2018年7月7日，《推动长江经济带沿江高铁通道建设实施方案》发布。根据此规划，长江经济带间将建成一系列时速350公里以上的高速铁路，形成沿江高铁通道，使沿线的旅行时间缩短约一半。之后，属于沪汉蓉通道的渝利铁路、宜万铁路、汉宜铁路、合武铁路和合宁铁路也将启用货运功能。